# 摩訶賁該
摩訶賁該（羅馬化：Mahā Vijaya，生卒年不詳）是占城第十四王朝國王，1441年至1446年在位。他是前任國王占巴的賴之孫。
1441年（正統六年），摩訶賁該遣述提昆來向明朝貢，並請求襲位。明英宗派給事中管曈、行人吳惠前往占城，封摩訶賁該為占城王。
1445年，摩訶賁該趁年幼的大越黎仁宗初登皇位，率軍進攻後黎朝。明朝要求兩國罷兵和解。同年冬，占城向明朝朝貢。
1446年，占城再次與後黎朝發生戰爭，占城大敗，摩訶賁該被越軍擒獲。次年，明英宗命令後黎朝釋放摩訶賁該，但後黎朝拒不從命。
| 摩訶賁該        |                                  |                 |
| 前任： 占巴的賴 | 占婆第十四王朝君主 1441年—1446年 | 繼任： 摩訶貴來 |
| 前任： 占巴的賴 | 占婆國王 1441年—1446年           | 繼任： 摩訶貴來 |